# Sentinum
Sentinum est une ancienne ville romaine se trouvant actuellement dans la région des Marches en Italie, dans le parc archéologique de Sentinum situé à basse altitude, à un kilomètre dans les plaines à l'est de la ville actuelle de Sassoferrato. Ses ruines ont été identifiés en 1890 et la découverte a été publiée par T. Buccolini.
Le site est divisé en deux zones (Santa Lucia et Civita) reliées par une passerelle.

## Histoire
La bataille de Sentinum s'est déroulée à proximité de la ville pendant la troisième guerre samnite, lors de laquelle les Romains battent une coalition de Samnites, Étrusques, Ombriens et sénons Gaulois. en 295 av. J.-C.
Pendant la guerre de Pérouse, lors des guerres civiles romaines des années 40 av. J.-C., dans l'affrontement entre Marc Antoine et Auguste, les populations de l'Italie centrale durent prendre parti pour l'un ou l'autre et comme d'anciens vétérans de Marc Antoine vivaient à Sentinum, la ville prit parti en sa faveur. En 41, les troupes d'Octave entrèrent dans la ville en y mettant le feu, menée par Quintus Salvidienus Rufus, son général,. Plus tard elle sera reconstruite et agrandie bénéficiant d'un bien-être économique pendant quelques siècles. Elle continue d'exister sous l'Empire romain comme un municipe. 
La dernière datation de la ville à travers des inscriptions est de 343, après quoi il n'y a plus aucune mention de Sentinum, qui sera abandonné, quelques siècles plus tard, par les habitants décimés par la faim et la peste et incapables de la défendre des raids ennemis, en particulier des Lombards. La population se déplacera vers les collines voisines où, vers l'an 1000, le Castrum Saxum Ferratum sera érigé. La vie civique à Sentinum semble s'être définitivement effondrée au moment de l'invasion d'Alaric Ier,.

## Site archéologique

### Fouilles
Depuis le début du Moyen Âge, les ruines de Sentinum ont été utilisées dans la construction de Sassoferrato et de ses environs. La ville deviendra un objet d'intérêt de la part de deux savants de l'humanisme de la Renaissance, Cyriaque d'Ancône et Flavio Biondo, après eux personne ne s'y intéressera pendant quelques siècles.
Avec l'ouverture de la ligne ferroviaire Fabriano-Urbino, Sentinum ressurgit et de véritables recherches commencent ; le chemin de fer coupe en effet la ville en deux. Au cours des travaux, de nombreuses découvertes sont faites ; des campagnes de fouilles sont menées en 1890 et 1891, par Edoardo Brizio avec la collaboration de Raniero Mengarelli. Il est ainsi possible de définir le tracé des murs et les vestiges des bâtiments, des routes sont identifiés (y compris le Cardo maximus et le Decumanus et d'autres cardi mineurs et decumani).
Jusqu'au milieu des années 1900, il n'y a pas d'autres fouilles, bien qu'il y ait eu aussi des découvertes importantes faites par hasard dans les années 1920, comme la splendide mosaïque avec des « Monstres marins » (14 × 9,80 m) et la mosaïque avec le«  Viol d'Europe » conservée au Musée Civique Archéologique de Sassoferrato.

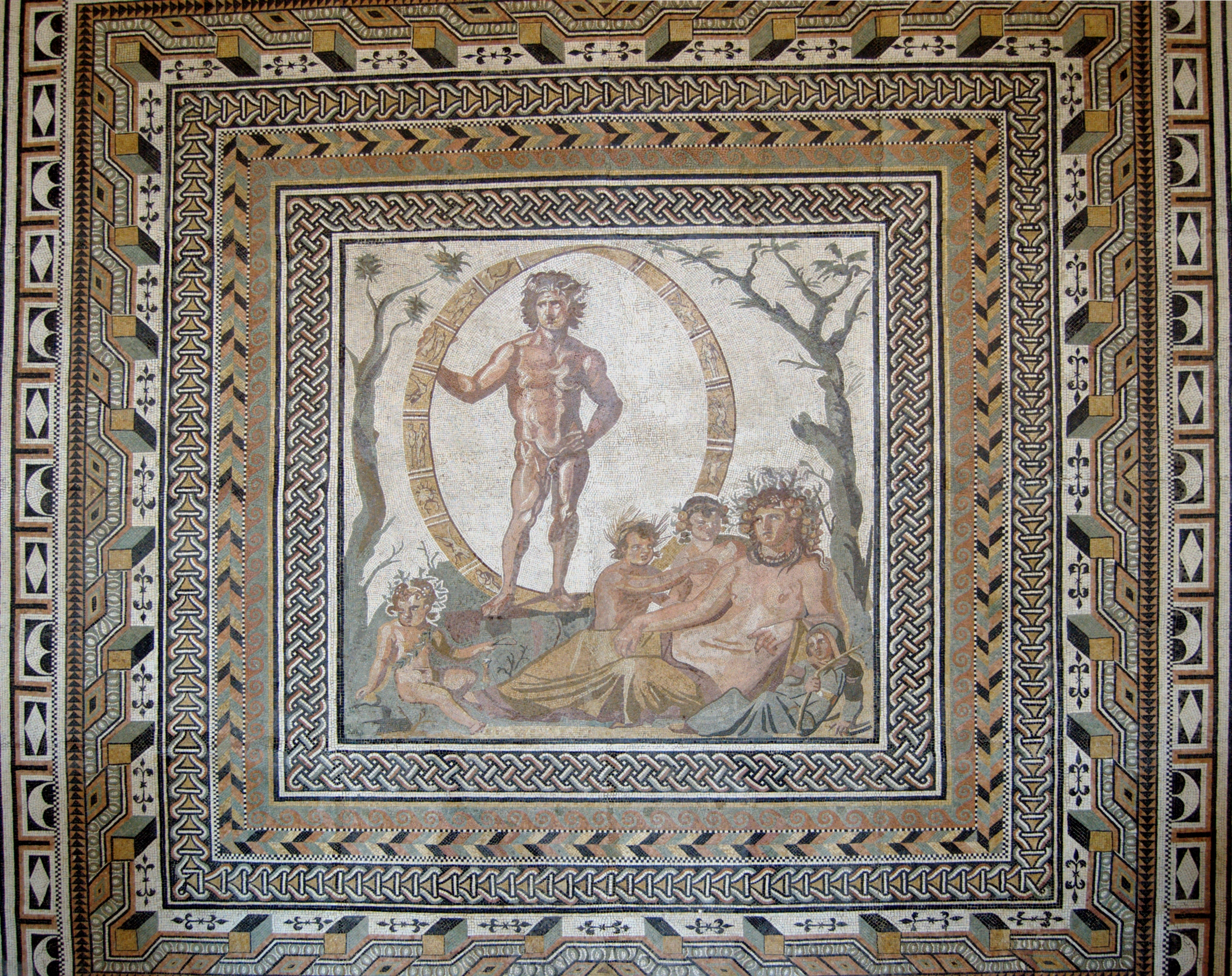
Mosaïque provenant d'une villa romaine (Glyptothek, Munich)

Les campagnes de fouilles ont repris en 1954 jusqu'en 1960, menées par Laura Fabbrini, dans lesquelles le tracé routier de la ville a continué à être étudié ainsi que certains des bâtiments tels que les thermes romains, la fonderie et le complexe extra-urbain de Santa Lucia. À cette occasion les recherches ont également concernées la domus de l'« insula del pozzo » d'où provient la célèbre mosaïque colorée du IIe siècle de Mithra-Sol (5,34 × 4,94 m) aujourd'hui conservée à la Glyptothèque de Munich et un édifice, probablement défensif, de l'angle nord-ouest des murs.
Une fouille ultérieure sera menée par Luisa Brecciarioli Taborelli en 1974 dans laquelle l'étude des thermes romains et du complexe extra-urbain de Santa Lucia s'est poursuivie. La nature de ce dernier sera précisée, un spa avec également une fonction d'accueil, grâce aux études menées dans ce domaine par Mara Silvestrini entre fin 1900 et début 2000.
Le dernier programme de recherche a été mené par des équipes de l'université de Gênes, dirigées par Maura Medri, et de l'université d'Urbino « Carlo-Bo » dirigées par Sergio Rinaldi Tufi entre 2002 et 2007. Parallèlement, des campagnes de prospection magnétométrique ont été menées pour définir le tracé urbain qui a permis d'élaborer un nouveau plan de la ville ainsi que d'identifier le forum de la ville.

### Parc archéologique

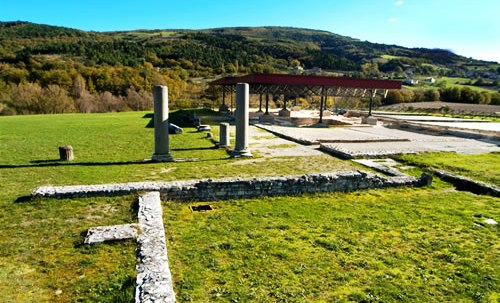
Parc archéologique de Sentinum.

Le site est protégé en tant que parc archéologique de Sentinum. Le parc archéologique est divisé en deux zones, Civita et Santa Lucia. Dans la localité de Civita, les vestiges des bains urbains sont encore visibles, ainsi que des tronçons de deux petites rues pavées, le Cardo maximus et le Decumanus, et un atelier de fonte des métaux. Dans la localité de Santa Lucia, une construction monumentale identifiée comme une station thermale extra-urbaine est visible.
Les fondations des murs de la ville sont conservées. L'enquête archéologique a mis au jour des portes de la ville, une route, des citernes et des vestiges de maisons. Les découvertes culturelles notables comprennent plusieurs pavements de mosaïque et inscriptions de la seconde moitié du IIIe siècle apr. J.-C., , dont trois importants tabulae patronatus : ce sont les dossiers des ratifications juridiques des nominations des officiels.

### Autres découvertes archéologiques de Sentinum
Les thermes datant du début de l'Empire romain présentaient une grande mosaïque, actuellement conservée au Museo Nazionale delle Marche. Des bas-reliefs mithriaques d'animaux représentant les étapes de la progression de l'initié ont été réutilisés, et des inscriptions mithriaques sont répertoriées. 
La Camée de Boston, est aujourd'hui conservé au Musée des Beaux-Arts (Boston). La statue équestre a rejoint la collection Weiller.